# Turkey International 2012
Turkey International 2012 im Badminton fanden vom 19. bis zum 22. Dezember 2012 in Istanbul statt. Es war die fünfte Auflage der Turnierserie.

## Sieger und Platzierte
| Disziplin    | Gold                           | Silber                          | Bronze                                  |
| ------------ | ------------------------------ | ------------------------------- | --------------------------------------- |
| Herreneinzel | Dmytro Zavadsky                | Adrian Dziółko                  | Kęstutis Navickas                       |
| Herreneinzel | Dmytro Zavadsky                | Adrian Dziółko                  | Iztok Utroša                            |
| Dameneinzel  | Chloe Magee                    | Sashina Vignes Waran            | Özge Bayrak                             |
| Dameneinzel  | Chloe Magee                    | Sashina Vignes Waran            | Stefani Stoeva                          |
| Herrendoppel | Robert Blair Tan Bin Shen      | Magnus Sahlberg Mattias Wigardt | Nikolaj Nikolaenko Nikolai Ukk          |
| Herrendoppel | Robert Blair Tan Bin Shen      | Magnus Sahlberg Mattias Wigardt | Adam Cwalina Przemysław Wacha           |
| Damendoppel  | Gabriela Stoeva Stefani Stoeva | Özge Bayrak Neslihan Yiğit      | Anastasiya Dmytryshyn Darya Samarchants |
| Damendoppel  | Gabriela Stoeva Stefani Stoeva | Özge Bayrak Neslihan Yiğit      | Olga Morozova Natalia Rogova            |
| Mixed        | Sam Magee Chloe Magee          | Fabian Roth Jennifer Karnott    | Jones Ralfy Jansen Hannah Pohl          |
| Mixed        | Sam Magee Chloe Magee          | Fabian Roth Jennifer Karnott    | Vitaliy Konov Yelyzaveta Zharka         |